# بيلاس بور
بيلاس بور رمزها «BI» (بالإنجليزية: Bilaspur)‏ ، هو تقسيم إداري لدولة الهند تتبع ولاية تشاتيسغار (بالإنجليزية: Chhattisgarh)‏ ، مركزها هو مدينة بيلاس بور (بالإنجليزية: Bilaspur)‏ عدد سكانها حسب تعداد سنة 2001 هو 26,62,077 ، مساحتها 8,270 كم² وكثافة السكان 241 لكل كم² .